# 汪
汪（おう）は漢姓の一つ。

## 中国
『百家姓』中第104位。中国全土に分布し、人口も多い。
2020年の中華人民共和国の第7回全国人口調査（国勢調査）に基づく姓氏統計によると中国で59番目に多い姓であり、512.07万人がいる。中国国家統計局によると1982年全国人口0.5％を占め、現在では全国の漢族人口の0.38％を占める。人口にすると約500万人程で第57大姓に数えられる。最も多いのは安徽省で、汪姓の人口の44％を占め、次に湖北、四川、江蘇、湖南、浙江省と続く。上記6省の汪姓で全国の漢族の汪姓人口の約72％を占める。一方、台湾の2018年の統計では第83位で、33,335人がいる。

### 出自
- 魯の成公の次男公子汪の後裔が汪姓を名乗ったもの。
- 秦の憲公が亳戎を攻め、小汪を落とし公の一族が封ぜられ、その後裔が汪姓を名乗ったもの。
- 夏の防風氏（中国語版）の後裔が汪芒（現在の浙江省徳清県）に定住。その後楚に滅ぼされ汪姓を名乗ったもの。
- 福建、広東、台湾一帯では洪、江、翁、方、龔、汪の6つの姓は共通の翁姓の先祖を持つと見なされる[4][5]。

### 著名な人物
- 汪中 - 清代の学者。
- 汪兆銘 - 革命家、南京国民政府主席。
- 汪道涵 - 海峡両岸関係協会創会会長。
- 汪東興 - 中華人民共和国の政治家。
- リザ・ウォン（汪明荃） - 香港の女優。

## ベトナム
汪（ウォン）は、ベトナムの姓の一つ。

### 著名な人物
- ウォン・チュー・リュウ（ベトナム語版）（汪周琉） - ベトナム共産党の政治家。